# Северное Зеновское
Северное Зеновское (Зеновское) — озеро в России, располагается на территории Мезенского района Архангельской области, в 31 км востоко-северо-восточнее деревни Сафоново.
Озеро имеет сложную лопастную форму, похожую на пятиконечную звезду. Находится на высоте 86 м над уровнем моря в болотной лесистой местности. Площадь — 2,5 км². По берегам лес с преобладанием ели и берёзы. Есть несколько островов. Площадь водосборного бассейна — 11,6 км². Из юго-западной оконечности озера вытекает река Северный Зеновец, правый приток Рочуги.

## Данные водного реестра
По данным государственного водного реестра России относится к Двинско-Печорскому бассейновому округу, водохозяйственный участок — Мезень от водомерного поста деревни Малонисогорская и до устья. Речной бассейн — Мезень.
Код водного объекта в государственном водном реестре — 03030000211103000008833.